# Edward M. Lerner
Edward M. Lerner (* 22. června 1949 Chicago, Illinois, USA) je americký autor science fiction, techno-thrillerů a populárně naučné literatury a fyzik.
Do roku 2012 publikoval patnáct knih: sedm vlastních novel, tři sbírky a pět novel psaných spolu s Larry Nivenem, které se odehrávají v prostředí Známého vesmíru. Většina Lernerových kratších prací byla původně publikována v Analogu a (dokud se nepřestal vydávat) v Světě Jima Baena.
Jeho novela „Dědo?“ ("Grandpa?") byla zfilmována pod názvem Paradox dědečka (The Grandfather Paradox). Tento film na setkání Balticon Science Fiction convention v roce 2006 vyhrál cenu Nejlepší film, také byl v semifinále na Science Fiction festivalu krátkých filmů v roce 2006.

## Život
Lerner přes 30 let pracoval v leteckém průmyslu a průmyslu informačních technologií, během čehož na částečný úvazek psal science fiction. Zastával funkce v mnoha firmách, například Bell Labs, Hughes Aircraft, Honeywell a Northrop Grumman. V únoru 2004, po příjmu nabídky vydání knihy Moonstruck, se rozhodl psát science fiction na plný úvazek.

## Dílo

### Novely
- Lerner, Edward M. (1991). Probe. Warner Books. ISBN 0-446-36081-3.
- Moonstruck, 2005.
- Flotila světů (spoluautor Larry Niven), 2007.
- V zákulisí světů (spoluautor Larry Niven), 2008.
- Fools' Experiments, 2008.
- Destroyer of Worlds (spoluautor Larry Niven), 2009.
- Small Miracles, 2009.
- InterstellarNet: Origins, 2010.
- InterstellarNet: New Order, 2010.
- Betrayer of Worlds (spoluautor Larry Niven), 2010.
- Energized, 2012
- Fate of Worlds (spoluautor Larry Niven), 2012.

### Krátká fikce
- "What a piece of work is man". Analog. únor 1991.
- "Unplanned-for Flying Object". Analog. září 1994.
- "Settlement", Analog, leden 2001.
- "Grandpa?", Analog, červenec/srpen 2001.
- "Presence of Mind", Analog, únor 2002.
- "Iniquitous Computing", Analog, červenec/srpen 2002. Také obsaženo v kolekci Creative Destruction.
- "Survival Instinct", Analog, říjen/listopad 2002. Také obsaženo v kolekci Creative Destruction. Tento příběh předchází příběh Presence of Mind.
- "By the Rules", Analog, červen 2003.
- "A Matter of Perspective", Artemis, zima 2003.
- "Moonstruck", Analog, září - prosinec 2003. Publikováno ve formě knihy v roce 2005.
- "A Stranger in Paradise", Jim Baen's Universe, únor 2007.
- "Inside the Box", Asimov's, únor 2008.
- "Where Credit is Due". Analog 128 (10): 74–75. říjen 2008.
- "Small Business". Analog 129 (1&2): 84–95. leden–únor 2009.
- "A Time for Heroes". Analog 130 (6): 73–77. červen 2010.
- "Blessed Are the Bleak", Analog, duben 2011.
- "Energized", Analog, červen - říjen 2011. Publikováno ve formě knihy v roce 2012.
- "Unplanned Obsolescence". Probability Zero. Analog 133 (1&2): 104–105. leden – únor 2013.
- "Time out". Analog 133 (1&2): 152–179. leden – únor 2013.
- "Dark secret - part I of IV". Analog 133 (4): 8–38. duben 2013.
- "Dark secret - part II of IV". Analog 133 (5): 66–103. květen 2013.
- "Dark secret - part III of IV". Analog 133 (6): 72–104. červen 2013.
- "Dark secret - part IV of IV". Analog 133 (7&8): 158–184. červenec–srpen 2013.

### Série InterstellarNet
- "The Science Behind the Story: InterstellarNet", není fikce.
- "Dangling Conversations", Analog, listopad 2000.
- "Creative Destruction", Analog, březen 2001. Je obsažen ve sbírce Creative Destruction.
- "Hostile Takeover", Analog, květen 2001.
- "Strange Bedfellows", Artemis, Science and Fiction for a Space-Faring Age, zima 2001.
- "A New Order of Things", Analog, květen–říjen 2006.
- "Calculating Minds", Jim Baen's Universe, duben 2009.
- "The Matthews Conundrum", Analog, listopad 2013.
- "Championship B'tok", Analog, září 2014.

### Sbírky
- Creative Destruction, publikováno 2006, Wildside Press.
  - The Day of the RFIDs
  - Survival Instinct
  - What a Piece of Work Is Man
  - By the Rules
  - Iniquitous Computing
  - Catch a Falling Star
  - Settlement
  - Creative Destruction
- Countdown to Armageddon / A Stranger in Paradise, published 2010, Wildside Press.
- Frontiers of Space, Time, and Thought: Essays and Stories on The Big Questions, publikováno 2012, FoxAcre Press.

### Populárně naučná díla
- "Beyond This Point Be RFIDs", Analog, září 2007.
- "The Old Gray Goo, It Ain't What It Used To Be", The Bulletin of the Science Fiction and Fantasy Writers of America, Fall 2007.
- "Follow the Nanobrick Road", Analog, září 2008.
- "Rock! Bye-Bye, Baby", Analog, listopad 2009.
- "Say, What? Ruminations about Language, Communications, and Science Fiction", Analog, březen 2011.
- "Lost in Space? Follow the Money", Analog, říjen 2011.
- "Faster than a Speeding Photon", Analog, leden/únor 2012.
- "Alien Aliens: Beyond Rubber Suits", Analog, duben 2013.
- "Alien Worlds: Not in Kansas Any More", Analog, říjen 2013.
- "Alien Dimensions: The Universe Next Door", Analog, duben 2014.
- "Alternate Abilities: The Paranormal", Analog, červen 2014.

### Ostatní spisy
- květen 2013 "Victory lapse" - Analog 133 (5): 4–7.
- prosinec 2013. "Hacked off" - Analog 133 (12).
- květen 2014. "Are we there yet?" - Analog 134 (5).